# Lone
Die Lone ist ein Fluss auf der Schwäbischen Alb im baden-württembergischen Alb-Donau-Kreis und im Landkreis Heidenheim, der nach einem etwas nach Süden ausholenden, mäandrierenden Ostlauf von 38 km Länge südöstlich des Stadtteils Hürben von Giengen an der Brenz von rechts in die Hürbe mündet.

## Name
In der Römerzeit wurde ein Kastell nach dem Fluss benannt („Ad Lunam“). Der ursprüngliche Name *Lunā ist wahrscheinlich keltischen Ursprungs und steht wohl in Zusammenhang mit dem indogermanischen Verbaladjektiv *lu-nó- für 'verschmutzt'.

## Geografie

### Lonetopf

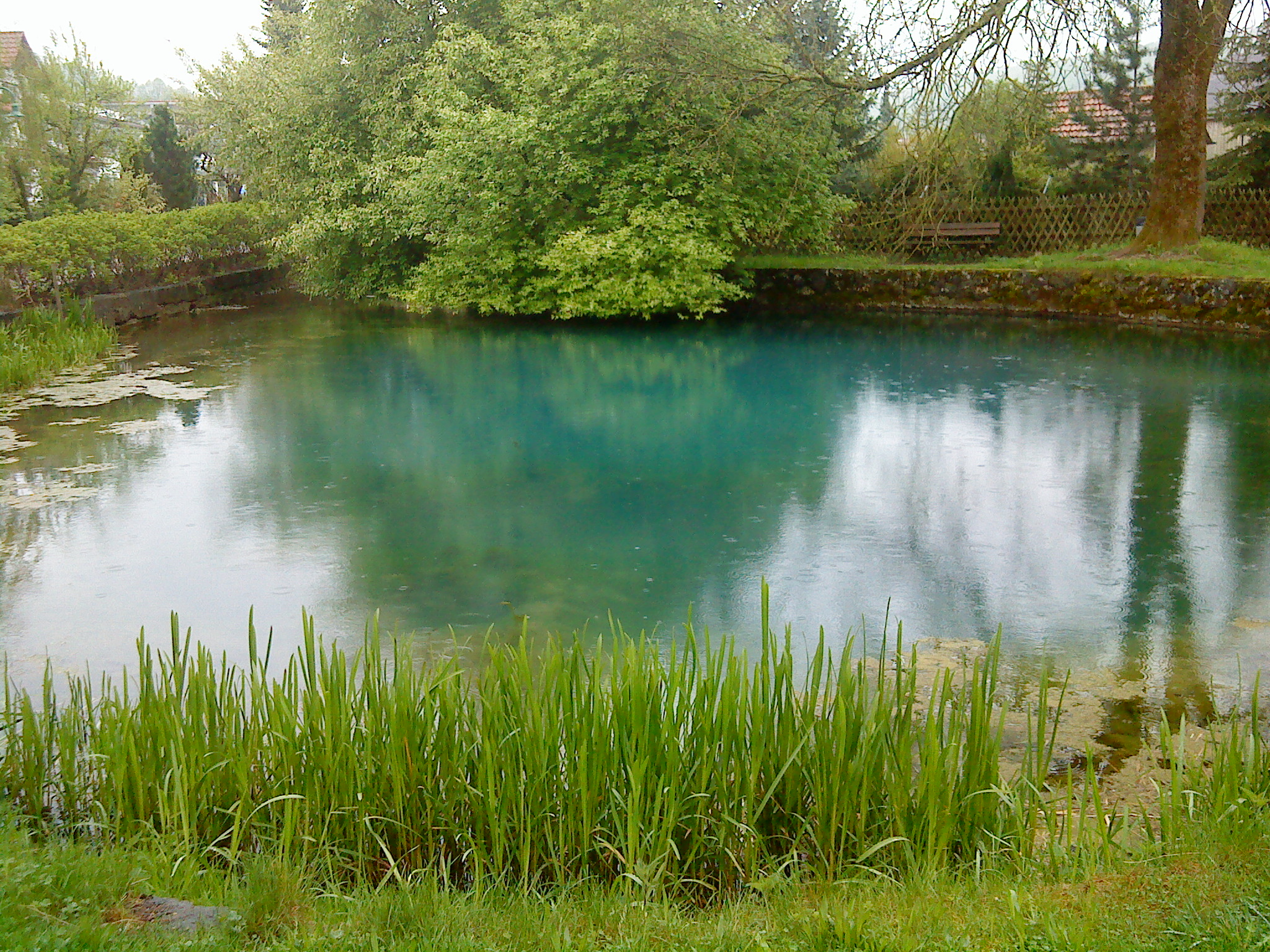
Lonetopf in Urspring

Die Lone entspringt auf etwa 562 m ü. NHN einem Quelltopf in Urspring, einem Teilort der Gemeinde Lonsee. Der Quelltopf ist 6 m tief und hat einen Durchmesser von 10 m. Diese Karstquelle schüttet durchschnittlich 220 Liter pro Sekunde (min. 4 l/s, max. 1840 l/s). Ihr Einzugsgebiet reicht bis in das acht Kilometer westlich gelegene Gebiet von Nellingen. Das an die Oberfläche drückende, bläulich schimmernde Lonewasser erscheint wohl sauber, ist aber wie die meisten Karstquellen der Schwäbischen Alb stark mit Nitrat, Keimen und anderen Einträgen aus der Landwirtschaft belastet. Einige von Fischern eingesetzte Forellen tummeln sich darin. Die etwa 100 m entfernte Haldensteinhöhle weist Anzeichen eines Vorläufers der Lonequelle auf.
Der Quelltopf der Lone ist unter der Schutzgebietsnummer 842-50750044 als flächenhaftes Naturdenkmal geschützt.

### Verlauf
Von Urspring aus fließt die Lone in südöstlicher Richtung durch die Orte Lonsee, Westerstetten und Breitingen. Kurz nach Bernstadt schwenkt sie nach Nordosten und mündet nach fast 38 km zwischen Hürben und Burgberg, beides Stadtteile von Giengen an der Brenz, in die erst etwa 2 km lange Hürbe.
Die Lone ist heute ein kleines Gewässer in einem sehr breiten Tal. Auf großen Teilen der Strecke von Westerstetten bis Niederstotzingen (ca. 1,5 km vor der Mündung in die Hürbe) liegt sie zeitweise sogar trocken, weil ihr Wasser völlig im Karst versickert. Hier bleibt oberirdisch nur ihr auffälliges und albtypisches Trockental sichtbar. Das dort versickernde Wasser tritt zum Großteil in den Quellen der Nau im etwa 5 km südöstlich des Lone-Mittellaufes liegenden Langenau wieder zutage.

### Zuflüsse, Seen und zulaufende Trockentäler
Hierarchische Liste der Zuflüsse und  Seen von der Quelle zur Mündung. Gewässerlänge, Seefläche und Einzugsgebiet und Höhe nach den entsprechenden Layern auf der Onlinekarte der LUBW. Andere Quellen für die Angaben sind vermerkt.

Teilweise mit den für die Albhochfläche typischen Trockentälern. Da alle Teileinzugsgebiete auf der verkarsteten Schwäbischen Alb liegen, ist mit stark abweichenden Einzugsgebieten im unterirdischen Kluftsystem zu rechnen. Dementsprechend sind auch die angegebenen Gewässerlängen der zur Austrocknung neigenden Zuflüsse eher als Maximum aufzufassen.
Ursprung der Lone auf etwa 564 m ü. NHN ist der Lonetopf im Teilort Urspring der Gemeinde Lonsee.
- (Periodischer Zufluss aus dem Längental), von links und Nordwesten auf etwa 561 m ü. NHN am Friedhof von Urspring, 3,7 km und 35,3 km². Die hier erst 0,5 km lange  Lone hat – oberirdisch – hier auch erst ein vergleichsweise winziges Einzugsgebiet von knapp 0,1 km². Entsteht auf etwa 579 m ü. NHN in einer Geländerinne zwischen Amstetten und seiner südlichen Industriezone neben der L 1232.
  - (Seitengraben im Längental), von rechts und Nordwesten auf etwa 567 m ü. NHN im Hellenbart nördlich von Urspring, 2,4 km. Entsteht auf etwa 584 m ü. NHN am Umspannwerk an der L 1232 im Süden von Amstetten. Ebenfalls periodischer Lauf mit etwas kleinerem Einzugsgebiet als der linke Ast im Längental.
  -  (Periodischer Zufluss aus der Siechenlach[5] am Nordrand von Urspring), von rechts auf etwa 562 m ü. NHN, ca. 0,9 ha,[LUBW 7] Überlauf eines künstlich angelegten, rein grundwassergespeisten Beckens.
- (Periodischer Zufluss aus dem Radelstetter Talgraben), von rechts auf etwa 561 m ü. NHN am Ostrand von Urspring, 3,1 km und 13,7 km². Entsteht auf etwa 503 m ü. NHN im Engental südlich von Reutti.
- (Zulauf des trockenen Salachtals), von links und Norden auf etwa 558 m ü. NHN kurz vor Lonsee, ca. 2,6 km.[LUBW 8] Beginnt auf etwa 640 m ü. NHN an einer Doline im Lichsfeld westlich von Ettlenschieß.
- Passiert auf etwa 550 m ü. NHN den Lonsee am linken Ufer im Ortsbereich von Lonsee, 0,9 ha.
- (Zulauf des trockenen Erbistals), von links und Nordosten auf etwa 540 m ü. NHN zwischen Halzhausen und Westerstetten, ca. 7,3 km.[LUBW 8] Beginnt auf etwa 670 m ü. NHN ostnordöstlich von Ettlenschieß.
- (Zulauf des trockenen Burgtals), von rechts und Südwesten auf etwa 530 m ü. NHN gegenüber von Westerstetten, ca. 6,5 km.[LUBW 8] Beginnt als Denkental südöstlich von Scharenstetten, verläuft auf etwa 625 m ü. NHN nördlich des Dornstadter Teilorts Tomerdingen am Sportplatz als Weilertal und teilt sich hinter dem Westerstetter Teilort Hinterdenkental in das direkt verlaufende, enge Ulmer Tal und das via Vorderdenkental zur früheren Westerstetter Burg führende eigentliche Burgtal, bevor beide Zweige zusammen das Lonetal erreichen.
- (Zulauf des trockenen Dieberttäles), von links und Norden auf etwa 523 m ü. NHN bald nach dem vorigen, ca. 1,2 km.[LUBW 8] Beginnt auf etwa 580 m ü. NHN an der L 7402 nach Holzkirch.
- (Zulauf des trockenen Höfentäles), von links und Nordosten auf etwa 527 m ü. NHN kurz nach Breitingen, ca. 1,5 km.[LUBW 8] Beginnt auf etwa 575 m ü. NHN südöstlich von nach Holzkirch an der L 7303 am Hägle.
- Brühlgraben, von rechts und Süden auf etwa 519 m ü. NHN nördlich von Bernstadt zuletzt im Wolfstal, 4,1 km und 12,5 km². Entsteht auf etwa 543 m ü. NHN an der K 7403 in der Breite östlich der Beimerstettener Kläranlage.
  - Keltelgraben, von rechts und Westen auf etwa 543 m ü. NHN nach etwa hundert Metern am ersten Knick des Brühlgrabens, 3,4 km Entsteht auf etwa 597 m ü. NHN westlich von Beimerstetten im Keltel. Zuletzt kein offener Lauf.
  - (Graben vom Brünnele), von links und Westen auf etwa 538 m ü. NHN  gegenüber dem südlichen Ortsrand von Bernstadt, 0,5 km. Entspringt auf etwa 545 m ü. NHN an einer Baumgruppe zwischen Feldern.
- Truttelgraben, von links und Nordwesten auf etwa 501 m ü. NHN unterhalb des Fohlenhauses (Höhle), 1,4 km und ca. 13,0 km².[LUBW 8] Beginnt auf etwa 582 m ü. NHN am Südostrand von Weidenstetten. Im wenig eingetieften Obertal auf den ersten ca. 1,4 km fließt der Graben offen und versickert dann meist auf etwa 571 m ü. NHN nahe bei Neenstetten vor dem Beginn seines eingetieften Tals.
- Eschentalgraben, von links und Nordwesten auf etwa 496 m ü. NHN bei Börslingen gegenüber dem Wald Englert, 8,6 km und 23,3 km². Entsteht auf etwa 580 m ü. NHN an einem Teich am Südrand von Altheim.
  - Katzengraben, von rechts und Westen auf etwa 537 m ü. NHN kurz vor der Neenstettener Kläranlage, 1,9 km. Entsteht auf etwa 570 m ü. NHN am Nordostrand von Neenstetten.
- Salzgraben, von links und Nordnordwesten durchs Mönchental auf 491,1 m ü. NHN[LUBW 2] kurz vor der Lonetalbrücke der A 7, 2,3 km. Entsteht auf 539,1 m ü. NHN[LUBW 2] in Ballendorf.
- Hungerbrunnenbach, von links und Nordwesten auf 479,3 m ü. NHN[LUBW 2] fast schon gegenüber von Setzingen, 16,3 km und 86,4 km². Entsteht auf etwa 605 m ü. NHN am Südwestrand von Gerstetten.
  - (Zulauf des längeren trockenen Sackentales), von rechts und Westen auf etwa 561 m ü. NHN am Beginn des Gassentales durch den Wald auf danach Altheimer Gebiet, ca. 7,7 km.[LUBW 8] Beginnt auf etwa 580 m ü. NHN etwas westlich des Amstettener Teilorts Schalkstetten. Heißt im oberen Teil Hahnental.
    - (Zulauf des längeren Sackental-Astes), von links und Nordnordwesten auf etwa 583 m ü. NHN[LUBW 2] am Rechtsknick nordöstlich des Amstettener Dorfes Bräunisheim, ca. 4,4 km.[LUBW 8] Beginnt auf etwa 660 m ü. NHN westlich des Gerstettener Teilorts Gussenstadt.

  - (Zulauf des trockenen Knöpflestäles), von rechts und Westen auf 551,4 m ü. NHN[LUBW 2] wenig nach dem vorigen am Beginn eines ostlaufenden Abschnitts unter dem Mittelberg, ca. 4,3 km.[LUBW 8] Beginnt auf etwa 660 m ü. NHN in der Flurbucht Langenbuch südwestlich des Gerstettener Weilers Sontbergen. Heißt im oberen Teil Hahnental.
  - (Zulauf des trockenen Wehrentales), von links und Norden auf 541 m ü. NHN[LUBW 2] wenig nach dem vorigen am Beginn eines kurzen ostlaufenden Abschnitts unter dem Mittelberg, ca. 2,7 km.[LUBW 8] Beginnt auf etwa 635 m ü. NHN wenig südlich von Gerstetten beim Eglensee. Den Talweg des engen Einschnitts nutzt die L 1164/1165 Gerstetten–Altheim. Hiernach beginnt der Hungerbrunnental genannte, breite Talabschnitt.
  - (Zulauf des trockenen Hirschtales), von rechts und Westen auf etwa 538 m ü. NHN kurz nach dem vorigen, ca. 7,8 km.[LUBW 8] Beginnt auf etwa 640 m ü. NHN zwischen Stubersheim und Zähringen im Wald.
  - Hungerbrunnen, episodische Karstquelle, links am Lauf auf etwa 523 m ü. NHN südlich von Heldenfingen.
  - Heldenfinger Scheitelgraben, von links und Norden auf etwa 515 m ü. NHN nördlich von Mehrstetten, 1,8 km. Entsteht auf etwa 565 m ü. NHN etwas südöstlich von Heldenfingen an der Kläranlage neben der Straße nach Heuchlingen. Noch etwas nördlicher liegt der  Rößeweiher auf 571,9 m ü. NHN.[LUBW 2]
  - Heuchlinger Graben, von links und Nordosten auf etwa 513 m ü. NHN, 0,9 km. Entsteht auf etwa 537 m ü. NHN nahe der Kläranlage von Heuchlingen. Der hier schon ostsüdöstlich laufende Hungerbrunnenbach zieht nun in sich ebenfalls immer mehr verengenendem Talgrund fortlaufend südlicher.
  - Hirntalgraben, von links und Norden auf etwa 497 m ü. NHN etwas nordwestlich von Hausen ob Lontal, 6,9 km. Entsteht auf etwa 559 m ü. NHN wenig nördlich von Heuchlingen im Gewann Gansebrunnen. Danach Südlauf des Hungerbrunnenbachs bis zur Mündung.
    - (Zufluss), von links und Osten auf etwa 502 m ü. NHN bei Hausen, 0,5 km. Entsteht auf etwa 522 m ü. NHN an der Hausener Kläranlage.
- Ronsgraben, von rechts und Südosten durch das Geißentäle auf unter 477 m ü. NHN nördlich von Setzingen, 0,8 km. Entsteht auf etwa 493 m ü. NHN wenig vor dem Ostrand von Setzingen.
- Längenwiesengraben, von rechts und Südosten nahe der Vogelherdhöhle nordwestlich von Stetten ob Lontal, 0,5 km. Entsteht an der Nordwestspitze von Niederstotzingen-Oberstotzingen.
- (Zulauf des trockenen Tiefen Täles), von links und Nordwesten auf etwa 461 m ü. NHN östlich von Bissingen ob Lontal, ca. 2,9 km.[LUBW 8] Beginnt auf etwa 530 m ü. NHN an der A 7 nördlich von Bissingen. Das Obertal heißt Katzental.

Mündung der Lone von rechts und zuletzt Westen auf 451,7 m ü. NHN südöstlich des Stadtteils Hürben von Giengen an der Brenz unter dem Sporn der Ruine Kaltenburg in die Hürbe. Die Lone ist 37,8 km lang und hat ein oberirdisches Einzugsgebiet von 316,6 km², während die Hürbe selbst bis dorthin erst 2,0 km lang ist und erst ein 4,0 km² großes Einzugsgebiets akkumuliert hat.

## Geschichte
Die Ur-Lone war im Tertiär ein bedeutender Fluss mit zwei Hauptsträngen, der Tübinger Lone und der Cannstatter Lone. Der Einzugsbereich der letzteren reichte bis in die Gegend von Heilbronn. Die Cannstatter Lone floss ungefähr dem Lauf des heutigen Neckartals unterhalb Plochingens entgegen, von dort weiter nach Osten, dem Filstal und der Steige bei Geislingen folgend, bis zum heutigen Lonebett auf der Schwäbischen Alb. Dieser Richtung folgte die Ur-Lone einst weiter bis nach Oberschwaben und mündete dort in die Tethys, die Vorgängerin des Mittelmeeres. Erst die Hebung von Alpen und Schwäbischer Alb sowie das Absinken des Oberrheingrabens führten bei Plochingen zur Anzapfung der Ur-Lone durch den rheinischen Neckar und gaben so diesem und seinem Nebenfluss Fils ihre heutigen auffällig abwinkelnden Verläufe, während sich der Quellpunkt der Lone flussabwärts, zur Albhochfläche hin, verlagerte.
Einige urzeitliche Funde belegen eine frühe Besiedlung im Lonetal.

## Sehenswürdigkeiten und Bauwerke
In der reizvollen Landschaft des Lonetals liegen einige weltberühmte Höhlen: Die Vogelherdhöhle und der Hohlenstein-Stadel sind Fundorte von ca. 40.000 Jahre alten Zeugnissen menschlichen Schaffens. Die Tierfiguren aus dem Vogelherd und der geheimnisvolle Löwenmensch aus dem Hohlenstein gehören zu den ältesten figürlichen Kunstwerken der Menschheit. Auch die Bocksteinhöhle und das Fohlenhaus sind beliebte Ausflugsziele. Seit 1999 gibt es wieder Biber im Lonetal, die von der Donau über die Brenz und die Hürbe eingewandert sind. Biberburgen, Dämme und die Nagespuren der Tiere können an mehreren Stellen beobachtet werden.
Attraktiv ist das Lonetal auch für die vielen Radwanderer, die entlang den Ufern des mäandrierenden Flüsschens, das im unteren Lauf meist vom Sommer bis zur Schneeschmelze trockenfällt, ein gut ausgebautes Wegenetz vorfinden.

### LUBW
Amtliche Online-Gewässerkarte mit passendem Ausschnitt und den hier benutzten Layern: Lauf und Einzugsgebiet der Lone

Allgemeiner Einstieg ohne Voreinstellungen und Layer: Daten- und Kartendienst der Landesanstalt für Umwelt Baden-Württemberg (LUBW) (Hinweise)
1. 1 2  Höhe nach dem Höhenlinienbild auf dem Hintergrundlayer Topographische Karte.
2. 1 2 3 4 5 6 7 8 9  Höhe nach schwarzer Beschriftung auf dem Hintergrundlayer Topographische Karte.
3. 1 2  Länge nach dem Layer Gewässernetz (AWGN).
4. 1 2  Einzugsgebiet aufsummiert aus den Teileinzugsgebieten nach dem Layer Basiseinzugsgebiet (AWGN).
5. ↑  Seefläche nach dem Layer Stehende Gewässer.
6. 1 2  Einzugsgebiet nach dem Layer Basiseinzugsgebiet (AWGN).
7. ↑  Seefläche abgemessen auf dem Hintergrundlayer Topographische Karte.
8. 1 2 3 4 5 6 7 8 9 10 11 12  Länge abgemessen auf dem Hintergrundlayer Topographische Karte.

### Andere Belege
1. ↑  Hansjörg Dongus: Geographische Landesaufnahme: Die naturräumlichen Einheiten auf Blatt 171 Göppingen. Bundesanstalt für Landeskunde, Bad Godesberg 1961. → Online-Karte (PDF; 4,3 MB)
2. ↑  Hans Graul: Geographische Landesaufnahme: Die naturräumlichen Einheiten auf Blatt 179 Ulm. Bundesanstalt für Landeskunde, Bad Godesberg 1952. → Online-Karte (PDF; 4,8 MB)
3. ↑  Albrecht Greule: Deutsches Gewässernamenbuch. Walter de Gruyter, Berlin / Boston 2014, ISBN 978-3-11-057891-1, S. 322, „Lone“ (Auszug in der Google-Buchsuche).
4. ↑  Otto Franz Geyer, Manfred P. Gwinner: Geologie von Baden-Württemberg. 3. Auflage. Schweizerbart, Stuttgart 1986, ISBN 3-510-65126-X, S. 328.
5. ↑  Name aus dem der passierenden Straße erschlossen.